# بيل كولمان
بيل كولمان (بالإنجليزية: Bill Coleman)‏ هو بواق أمريكي، ولد في 4 أغسطس 1904 في كنتاكي في الولايات المتحدة، وتوفي في 24 أغسطس 1981 في تولوز في فرنسا.

## وصلات خارجية
- بيل كولمان على موقع ميوزك برينز (الإنجليزية)
- بيل كولمان على موقع أول ميوزيك (الإنجليزية)
- بيل كولمان على موقع ديسكوغز (الإنجليزية)